# ISO 2

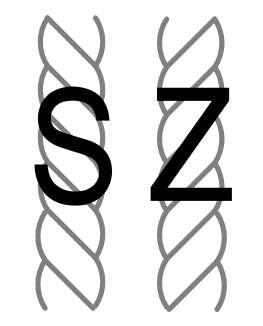
S 비틀림과 Z 비틀림

ISO 2는 실, 복합실, 슬라이버, 슬러빙, 로빙, 밧줄 및 관련 제품의 꼬임 방향 지정에 대한 국제 표준이다.
이 표준에서는 대문자 S와 Z를 사용하여 비틀림 방향을 표시하는데, 이는 두 글자의 중앙 부분이 기울어지는 방향에서 알 수 있다. 비틀림의 방향은 관찰자로부터 멀어지면서 비틀림의 방향이다. 따라서 Z-트위스트는 오른손잡이, S-트위스트는 왼손잡이라고 한다. 꼬임 방향을 명확하게 지정하기 위해 이 두 문자를 사용하는 관례는 이미 1957년 밧줄 산업에서 사용되었다.